# Felicita
Felicita  è un nome proprio di persona italiano femminile.

## Varianti in altre lingue
- Inglese: Felicity[1]
  - Ipocoristici: Flick[1]
- Latino: Felicitas[1]
- Polacco: Felicyta[1]
  - Ipocoristici: Zyta[1]
- Portoghese: Felicidade[1]
- Spagnolo: Felicidad[1], Felicitas
- Tedesco: Felicitas[1], Felizitas[1]
- Ungherese: Felicitás[1], Felicitász
  - Ipocoristici: Zita[1]

## Origine e diffusione
Deriva dal tardo nome augurale latino Felicitas, Felicitatis, che significa "buona sorte", "fortuna"; era portato da Felicitas, dea romana dell'abbondanza, della ricchezza e del successo.
È affine per significato ai nomi Bonaventura, Uğur, Laima, Lykke, Dalia e Gad.

## Onomastico
L'onomastico viene festeggiato solitamente 7 marzo in memoria di santa Felicita, martire a Cartagine assieme a santa Perpetua; si ricordano con questo nome anche santa Felicita, martire a Roma, il 23 novembre, e santa Felicita, martire a Capua, ricordata con sant'Agostino il 16 novembre.

## Persone
- Felicita, santa romana

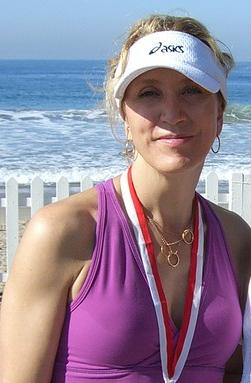
Felicity Huffman

- Felicita di Cartagine, santa romana
- Maria Felicita di Savoia, principessa di Sardegna
- Felicita Arzú, modella beliziana
- Felicita Frai, pittrice ceca naturalizzata italiana
- Felicita Morandi, scrittrice ed educatrice italiana

### Variante Felicity
- Felicity Abram, triatleta australiana
- Felicity Galvez, nuotatrice australiana
- Felicity Huffman, attrice statunitense
- Felicity Jones, attrice britannica

### Altre varianti
- Felizitas Beetz, pseudonimo utilizzato da Hildegard Burkhardt, agente segreta e giornalista tedesca
- Felicitas Woll, attrice tedesca

## Il nome nelle arti
- Felicita Colombo è il nome della protagonista dell'omonima commedia di Giuseppe Adami, e delle opere da essa tratte.
- Felicity Porter è un personaggio della serie televisiva Felicity.
- La signorina Felicita ovvero la Felicità è il titolo di una poesia di Guido Gozzano.